# Sipaocsaj
Sipaocsaj (Shibaozhai) (kínai nyelven: 石寶寨; pinjin átírással: shí bǎo zhài) egy 220 méter magas domb és a rajta található épületegyüttes a Jangce (Yangzi) folyó partján, a Kínai Népköztársaságban, Csungking (Chongqing) Csunghszien (Zhongxian) megyéjében. Nevének jelentése „drágakő erőd”. A domb folyó felőli sziklás meredek oldalába épült a tizenkét szintes, Sipaocsaj (Shibaozhai) pagoda (vagy Vörös pagoda), a világ egyik legnagyobb fatemploma, melyen keresztül a domb tetején álló buddhista templomegyütteshez lehet feljutni. Sipaocsaj (Shibaozhai) kedvelt turistacélpont, a Jangce (Yangzi) folyami körutazások állandó állomása.

## Jádepecsét-domb
A Jangce (Yangzi) folyó bal partján fekvő 220 méter magas domb legenda szerint annak a színes kőnek a maradéka, amellyel Nü-va (Nüwa) istennő befoltozta a kilyukadt égboltot. A Ming-dinasztia idején Tan Hung (Tan Hong), a parasztfelkelés vezére elfoglalta a dombot és itt alakított ki erődítményt. Ezekhez köthető Sipaocsaj (Shibaozhai) nevének eredete is, amely drágakő erődöt jelent. A domb messziről egy jáde pecsétre emlékeztet, a helyiek körében ezért Jádepecsét-dombnak is nevezik.

## Kanjü(Ganyu)palota
A domb tetején egy 1200 m2-es kőterasz található. A terasz közepén helyezkedik el a Kanjü (Ganyu) palota buddhista kolostor, melyet 1650-ben kezdtek építeni a Csing-dinasztia (Qing-dinasztia) idején és Csien-lung kínai császár (Qianlong kínai császár) (1735–1796) uralkodása alatt fejezték be.
A palota előtt a található a „kacsa lyuknak” nevezett kút. A legenda szerint amikor a tavasz nyárra fordul, ha a lyukba dobtak egy élő kacsát az hamarosan újra megjelent a Jangcéban (Yangziban) úszva. A múltban a szerzetesek ebből a kútból merítették az ivóvizet egy bambuszcső segítségével.
A palota főtermében lévő szellemfal a Han-dinasztia (i.e. 206 – i.sz. 220) idejében készült téglákból épült. A mögötte lévő terem jobbról a három királyság kora két híres hadvezérének, Csang Fej (Zhang Fei) és Jen Jen (Yan Yan) tábornokoknak van szentelve, a bal oldalon pedig Csin Liang-jü (Qin Liangyu) tábornoknak, aki bátran harcolt a mandzsu erők ellen. Egy falfestmény Nü-va (Nüwa) istennőt ábrázolja, amint az eget foltozza. A két oldalsó folyosón és a hátsó teremben régészeti leletek, köztük a folyó partján talált halkövületek és egy dinoszaurusz farokrésze, valamint a Csing-dinasztia (Qing-dinasztia) helyi tisztviselőinek portréi láthatók.
A hátsó csarnokban találhatók az ún. „rizsfolyam lyuk” maradványai. A legenda szerint régen minden nap éppen annyi hántolt rizs ömlött fel a kis lyukból, amennyire a szerzeteseknek és vendégeiknek szükségük volt. Egy napon egy kapzsi szerzetes, aki azt hitte, hogy gazdag lehet, nagyobb lyukat vájt a földbe, és a rizsfolyam örökre elapadt.

## Sipaocsaj(Shibaozhai)pagoda
A fákkal és cserjékkel teli, sziklás és rendkívül meredek domb oldalába épült a – hely látképét alapvetően meghatározó – tizenkét szintes, ötvenhat méter magas Sipaocsaj (Shibaozhai) pagoda (más néven Vörös pagoda). 
A hegyoldalnak támaszkodó pavilon alaprajza négyszögletes, emeletei egyre kisebb alapterületűek, így a torony formája megnyúlt lépcsőzetes piramisra emlékeztet. Az egész épületegyüttes fából készült, szögek és fa csapok felhasználása nélkül. A Sipaocsaj (Shibaozhai) pagoda a világ legnagyobb keresztmerevítéses típusú fatemploma.
A domb tetején lévő templomegyüttest korábban egy a sziklákhoz erősített vaslánc segítségével lehetett megközelíteni. A Csing-dinasztia (Qing-dinasztia) idején, Csia-csing (Jiaqing) császár uralkodása alatt, 1819-ben a helyi építőmesterek egy – a buddhisták kilenc mennyországát jelképező – kilenc szintes fapavilont építettek a sziklaoldalba, hogy a szerzeteseknek és a templom látogatóinak könnyebb legyen a feljutás. A pagoda 1956-os rekonstrukciója során további három emeletet építettek az épülethez, melyek kissé hátrébb, a hegytető kőteraszára épültek. A felső háromszintes részt Kujhszing (Kuixing) pavilonnak is nevezik. A pagoda egyes szintjeinek általános elrendezését a szikla domborzatának megfelelően alakították ki, a szintek díszítését a három királyság kora híres tábornokainak, helyi tudósoknak és neves kínai költőknek szentelték. A pagoda magas, sárga bejárati kapuját oroszlánok és sárkányok díszítik, rajta egy vésett felirat invitálja a látogatókat, hogy a pagodán keresztül másszanak fel a „kis tündérországba”.

## Sipaocsaj(Shibaozhai)megmentése
A Három-szurdok-gát építése során a Jangce (Yangzi) megemelkedő vízszintje elárasztotta az eredeti Sipaocsaj (Shibaozhai) települést és a pagoda alsó szintje is víz alá került. A vízszintemelkedés folytán létrejövő mintegy húszhektáros mesterséges tó körbevette Sipaocsajt (Shibaozhait) és az így gyakorlatilag egy szigetté vált. A pagoda védelme érdekében a kínai kormány 2005-ben egy 20 000 000 dolláros védelmi tervet dolgozott ki, melynek során a műemlékegyüttes köré egy 50 méter magas gátat építettek (melyből 30 méter a föld alatt, 20 méter pedig a felszínen található), melynek felszínén gyalogút került kialakításra. A védelmi intézkedéseknek köszönhetően sikerült megóvni a pagodát és a templomegyüttest, és az 2009-től ismét fogadhat látogatókat.

## Galéria

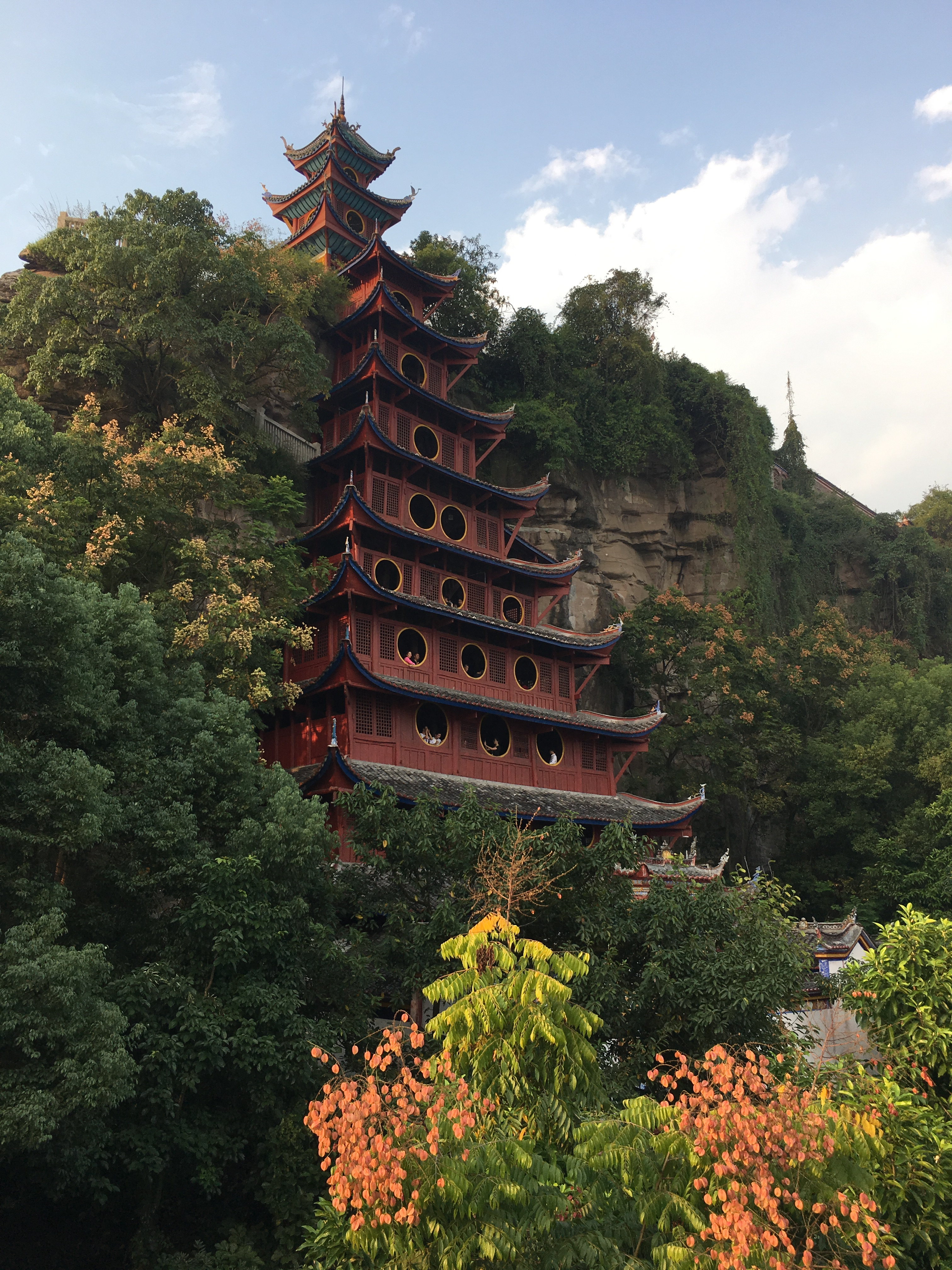
A Vörös pagoda
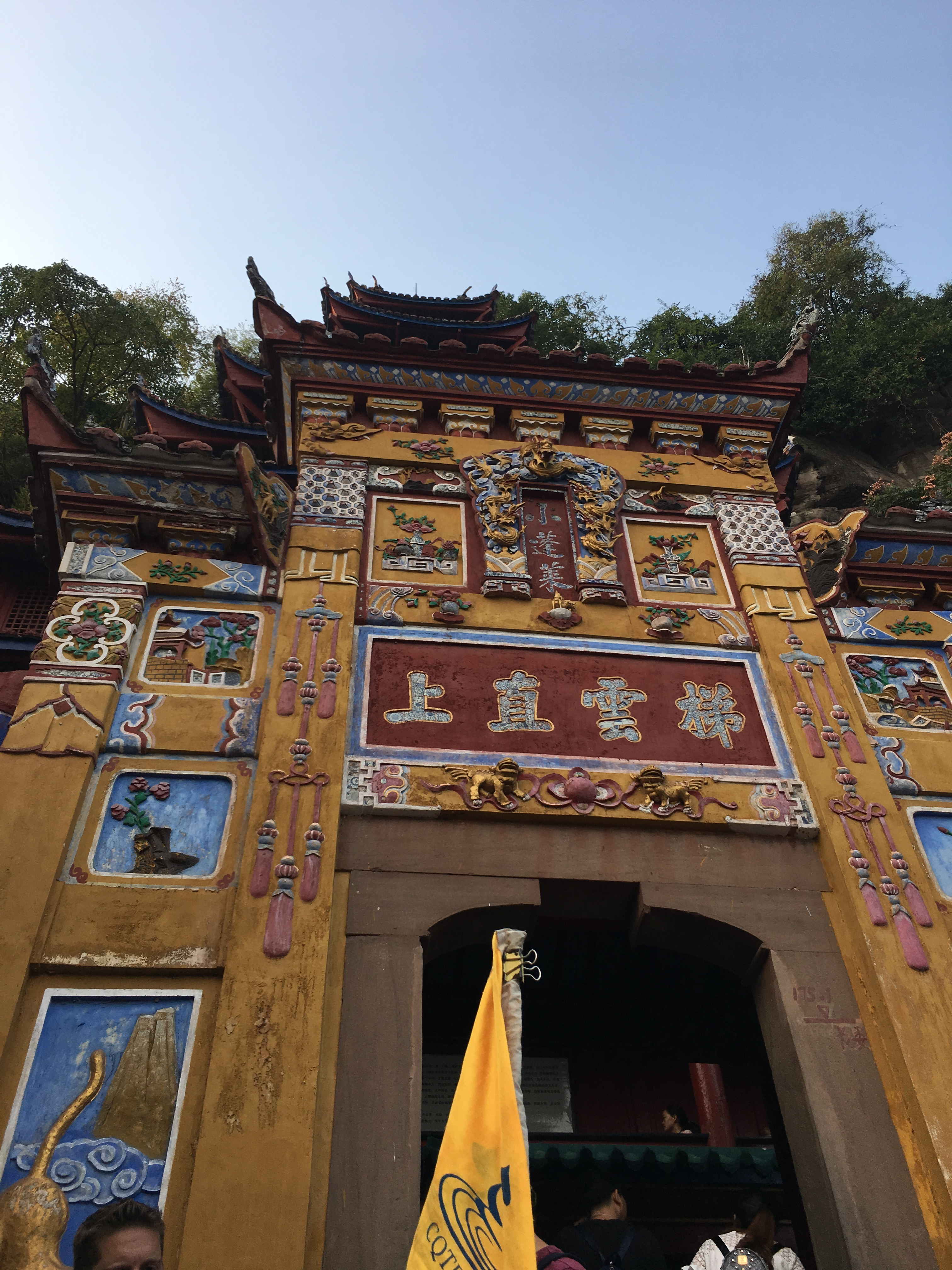
A pagoda sárga kaupja
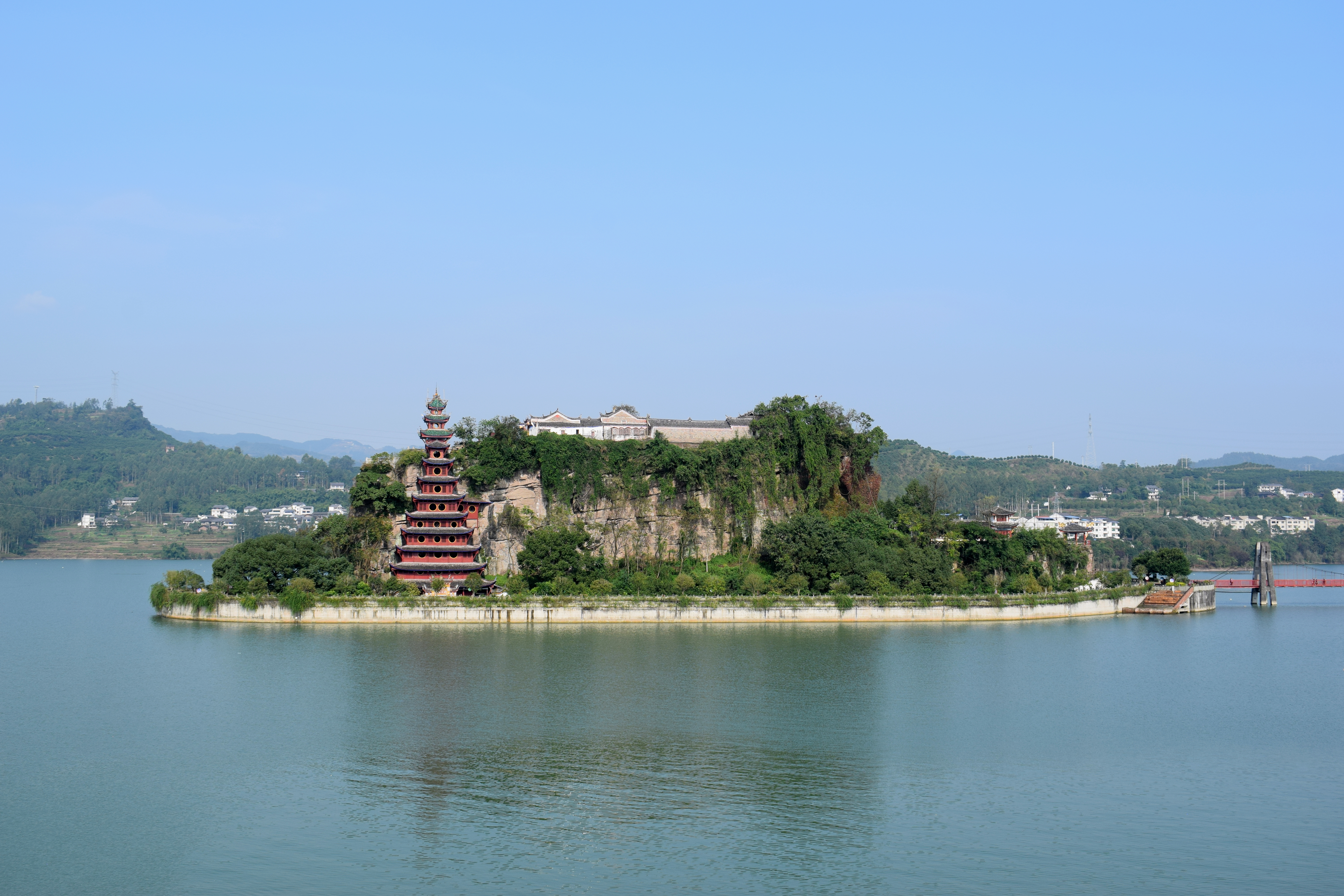
A sziget látképe
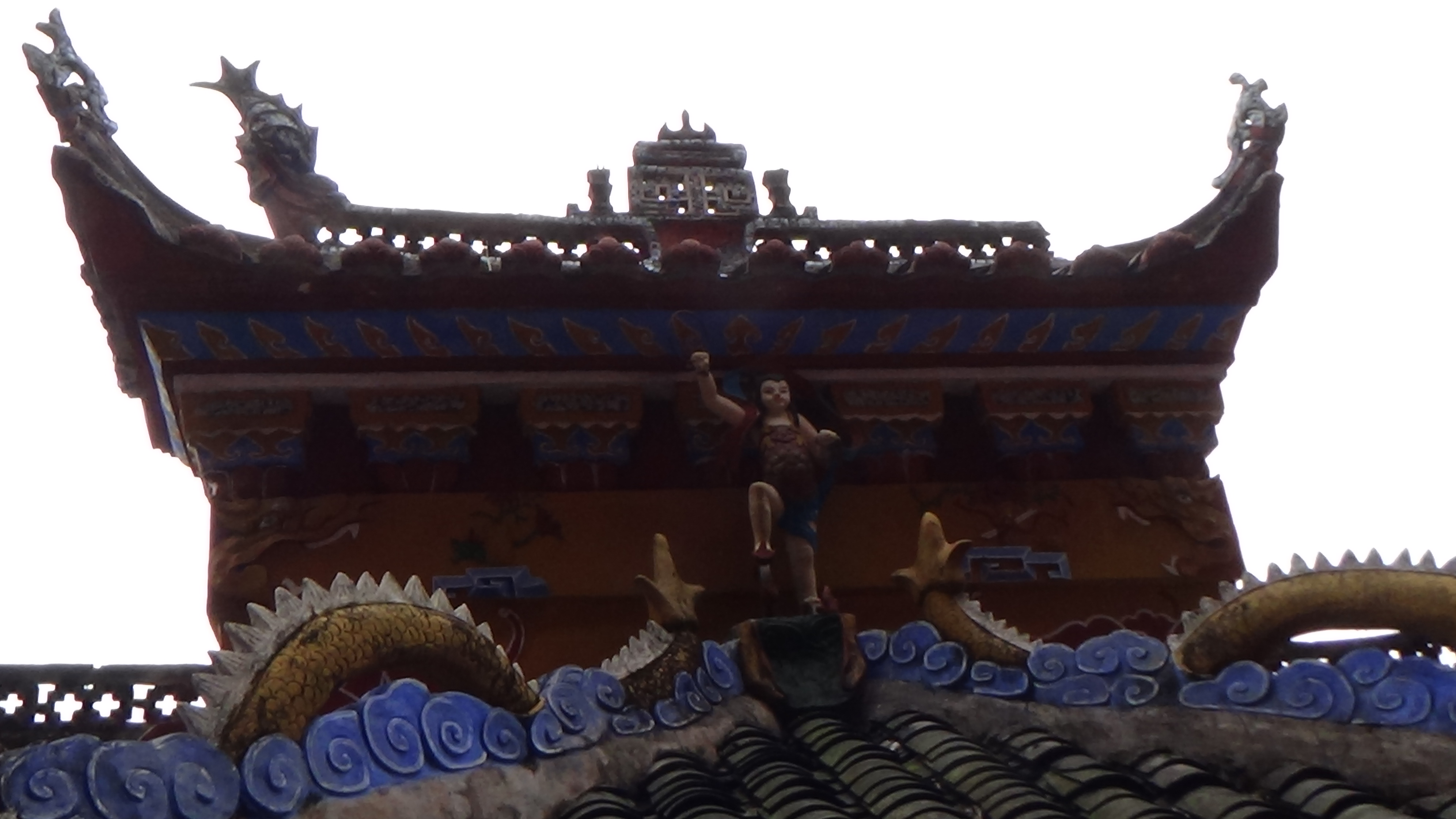
A pagoda tetődíszei
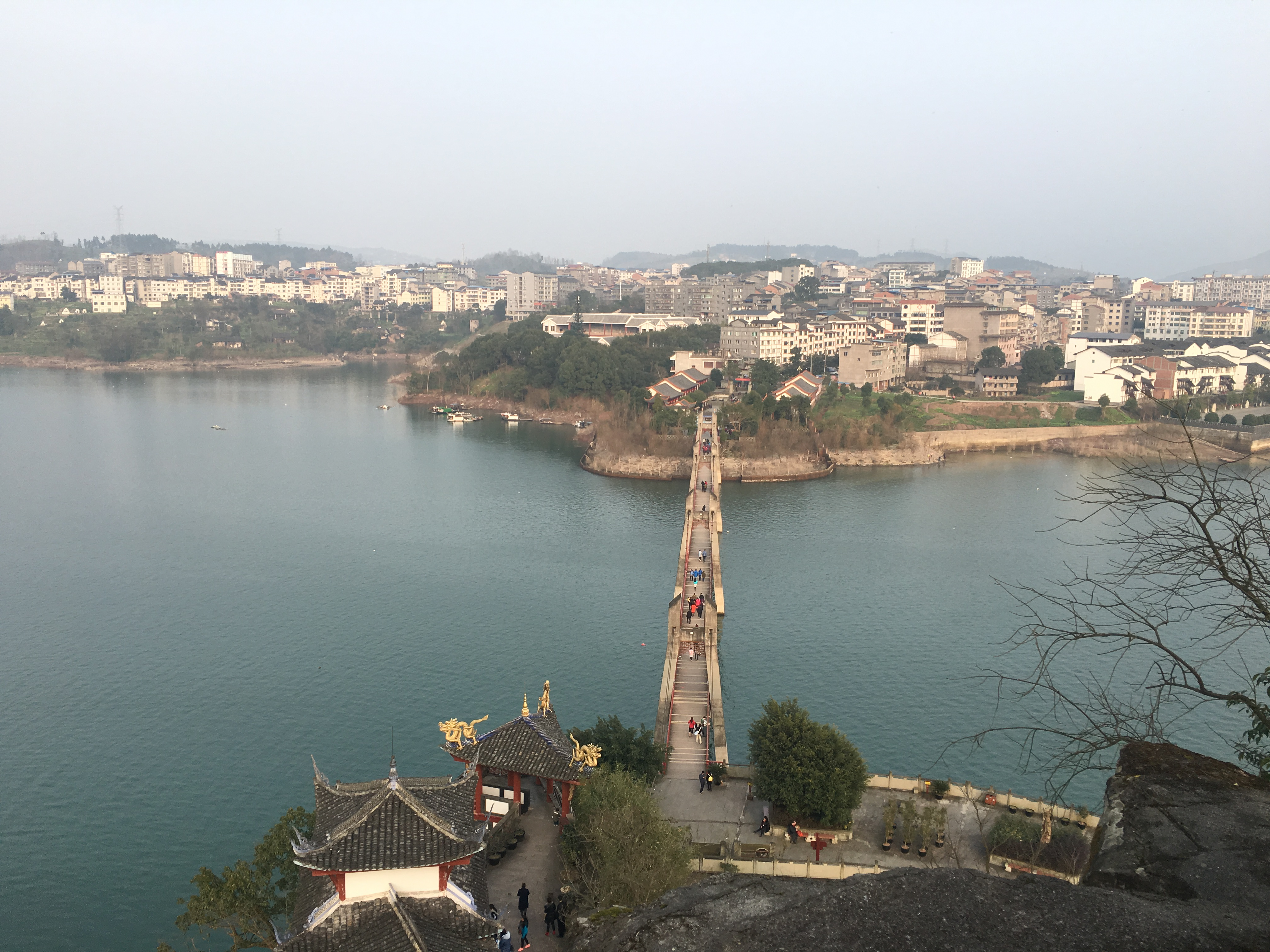
A szigetre vezető gyalogos híd
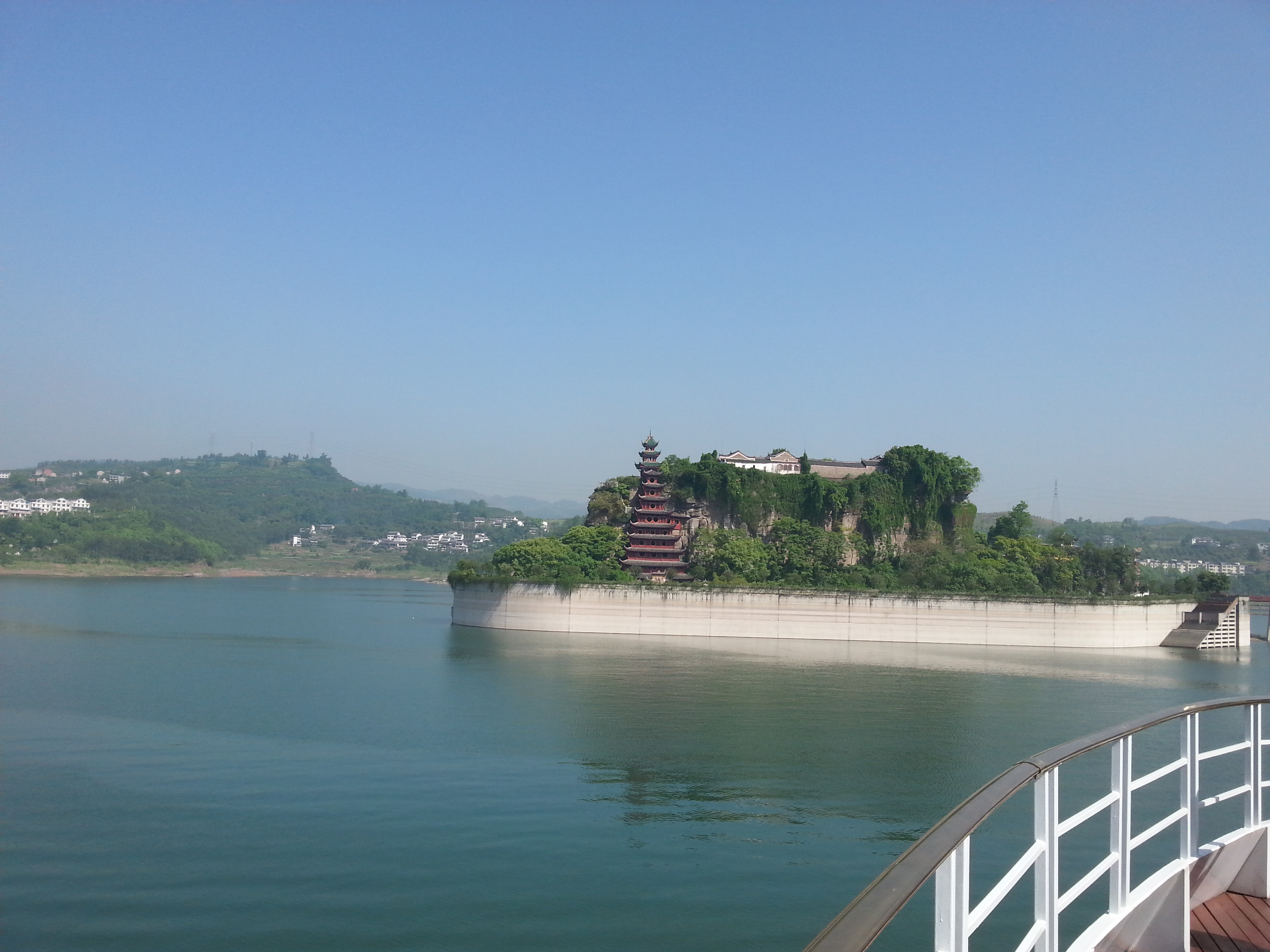
A szigetet körülvevő gátrendszer